# Davina Philtjens
Davina Philtjens (Hasselt, 26 febbraio 1989) è una calciatrice belga, difensore del Sassuolo e della nazionale belga.

## Carriera

### Club

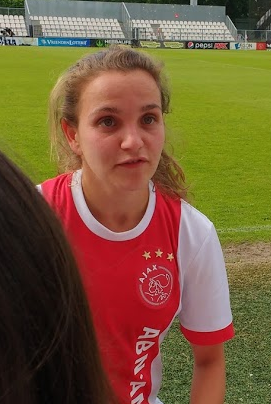
Davina Philtjens con la maglia dell'Ajax nel maggio 2018.

Davina Philtjens iniziò a giocare giovanissima e dopo le prime esperienze nelle formazioni giovanili di Vliermaalroot, Hoepertingen, Kortessemse e Hoeselt, nel 2003 approdò al Patro Maasmechelen per giocare in una formazione interamente femminile. Vi rimase per una sola stagione, per poi trasferirsi all'Hewian Girls Lanaken, alla seconda stagione in Division 1, la massima serie belga, dove rimase fino al termine del campionato con la squadra che chiuse all'ultimo posto senza aver conquistato alcun punto e retrocedendo. Durante il calciomercato estivo 2005 Philtjens trovò un accordo con il Tienen, sodalizio per il quale giocò per tre stagioni. Col Tienen vinse al termine della stagione 2007-2008 il titolo di campione del Belgio e la Coppa del Belgio.
Nell'estate 2008 si trasferì allo Standard Liegi, società con cui ottenne i più rappresentativi risultati sportivi della carriera. Giocò con lo Standard per otto stagioni consecutive, durante le quali la squadra di Liegi dominava il campionato nazionale, e con la quale Philtjens ottenne il suo secondo titolo nazionale già alla sua prima stagione (2008-2009) e anche la sua prima Supercoppa nel 2009, vinta dopo i tiri di rigore sul Sinaai Girls, squadra che si era aggiudicata la Coppa del Belgio 2008-2009 proprio ai danni dello Standard. Dopo che il campionato belga 2009-2010 venne vinto dal Sint-Truiden, Philtjens festeggiò con le compagne di squadra la conquista dei campionati 2010-2011 e 2011-2012 e della Coppa del Belgio 2011-2012. Vinse anche le uniche due edizioni disputate della BeNe Super Cup, una coppa tra le campionesse di Belgio e Paesi Bassi, battendo il Twente nel 2011 e l'ADO Den Haag nel 2012.
Con lo Standard Liegi Philtjens ebbe modo di debuttare in UEFA Women's Champions League nell'edizione 2009-2010, facendo il suo debutto il 30 settembre 2009, nell'incontro di andata valido per i sedicesimi di finale pareggiato per 0-0 con le francesi del Montpellier. In seguito, partecipò a tutte le successive edizioni fino alla 2015-2016, ultima stagione con lo Standard, non superando tuttavia mai i sedicesimi di finale. Sempre con lo Standard Philtjens giocò nella BeNe League, competizione mista belga e olandese, che lo Standard vinse nella stagione 2014-2015, oltre a risultare nelle due stagioni precedenti migliore squadra belga, e quindi campione belga. Nello stesso periodo Philtjens vinse la sua personale terza Coppa del Belgio (2013-2014), la seconda per la società. Nell'ultima annata a Liegi, Philtjens giocò nella neonata Super League, la nuova massima divisione del campionato belga, sorta dopo lo scioglimento della BeNe League. Ancora una volta, la squadra si rivelò la più competitiva, aggiudicandosi il titolo al termine della stagione 2015-2016, portando a sette il numero di campionati belgi conquistati da Philtjens in carriera.
Nell'estate 2016 lasciò lo Standard Liegi per trasferirsi in un campionato estero per la prima volta, sottoscrivendo con l'Ajax un contratto che l'avrebbe legata alla società di Amsterdam per i due successivi campionati. Alla sua prima stagione all'Ajax centrò l'obiettivo del double, vincendo l'Eredivisie e la Coppa dei Paesi Bassi. Nella stagione seguente, tornò a giocare in UEFA Champions League, superando la fase preliminare dopo aver vinto il gruppo 3 proprio ai danni della sua vecchia squadra (lo Standard Liegi), ma venendo poi eliminata ai sedicesimi di finale dalle italiane del Brescia.
Prima del termine del campionato 2017-2018, la Fiorentina annunciò di aver trovato un accordo con la giocatrice per la stagione 2018-2019. Per Philtjens il campionato italiano divenne il secondo campionato estero disputato in carriera. Rimase alla Fiorentina per due stagioni consecutive, vincendo la Supercoppa italiana nell'edizione 2018.
Dopo due stagioni in viola, nell'estate 2020 cambiò squadra, rimanendo in Italia e trasferendosi al Sassuolo.

### Nazionale
Davina Philtjens ha fatto parte delle selezioni giovanili del Belgio, giocando otto partite con la selezione Under-17 e ventuno con la selezione Under-19.
Philtjens fece il suo debutto nella nazionale del Belgio il 17 febbraio 2008 nella partita vinta dal Belgio contro il Galles e valida per le qualificazioni al campionato europeo 2009. Sempre contro il Galles realizzò la sua prima rete in nazionale due anni dopo nella sfida, vinta dalle gallesi, valida per le qualificazioni al campionato mondiale 2011. Sempre nel 2010 realizzò una doppietta nella vittoria del Belgio per 11-0 sull'Azerbaigian. Nel 2011, con l'avvento di Ives Serneels come nuovo selezionatore della nazionale, al posto di Ann Noë, Philtjens iniziò ad essere convocata con maggiore regolarità, venendo schierata sia nelle amichevoli sia nelle partite di qualificazione ai campionati europei e mondiali.
Nel 2015 Philtjens venne inserita nella squadra che ha preso parte alla Cyprus Cup 2015, prima edizione disputata dal Belgio, giocando due delle tre partite della prima fase e la finale per l'undicesimo posto, persa dopo i tiri di rigore dalla Corea del Sud. Venne poi convocata anche per l'Algarve Cup 2016, anch'essa prima edizione del torneo alla quale ha preso parte il Belgio, giocando solo la prima partita contro il Canada. L'anno seguente venne inserita nella rosa della nazionale che partecipò alla Cyprus Cup 2017, durante la quale festeggio la sua cinquantesima presenza in nazionale nella partita vinta per 4-1 sull'Italia.
Dopo aver preso parte alle amichevoli di preparazione, Philtjens venne poi selezionata da Serneels nella rosa della nazionale belga che partecipò per la prima volta alla fase finale del campionato europeo 2017, organizzato nei vicini Paesi Bassi. Philtjens scese in campo da titolare in tutte e tre le partite giocate dal Belgio, che venne eliminato al termine della fase a gironi. Negli anni successivi Philtjens partecipò alle edizioni 2018 e 2019 della Cyprus Cup e all'Algarve Cup 2020, condividendo con le compagne sia la mancata qualificazione al campionato mondiale 2019 sia la successiva qualificazione al campionato europeo 2022. Nel corso di queste ultime qualificazioni tornò a segnare una doppietta in nazionale, nove anni dopo la prima, nella vittoria in Croazia per 4-1.
Il 30 novembre 2021 ha collezionato la centesima presenza in nazionale nella partita vinta per 4-0 sulla Polonia e valida per le qualificazioni al campionato mondiale 2023.

## Statistiche

### Presenze e reti nei club
Statistiche aggiornate al 14 aprile 2025.
| Stagione              | Squadra               | Campionato            | Campionato | Campionato | Coppe nazionali | Coppe nazionali | Coppe nazionali | Coppe internazionali | Coppe internazionali | Coppe internazionali | Altre coppe | Altre coppe | Altre coppe | Totale | Totale |
| Stagione              | Squadra               | Comp                  | Pres       | Reti       | Comp            | Pres            | Reti            | Comp                 | Pres                 | Reti                 | Comp        | Pres        | Reti        | Pres   | Reti   |
| --------------------- | --------------------- | --------------------- | ---------- | ---------- | --------------- | --------------- | --------------- | -------------------- | -------------------- | -------------------- | ----------- | ----------- | ----------- | ------ | ------ |
| 2008-2009             | Standard Liegi        | D1                    | ?          | ?          | CB              | ?               | ?               | -                    | -                    | -                    | -           | -           | -           | ?      | ?      |
| 2009-2010             | Standard Liegi        | D1                    | ?          | ?          | CB              | ?               | ?               | UWCL                 | 2                    | 0                    | -           | -           | -           | 2+     | 0+     |
| 2010-2011             | Standard Liegi        | D1                    | ?          | ?          | CB              | ?               | ?               | -                    | -                    | -                    | -           | -           | -           | ?      | ?      |
| 2011-2012             | Standard Liegi        | D1                    | ?          | ?          | CB              | ?               | ?               | UWCL                 | 2                    | 0                    | -           | -           | -           | 2+     | 0+     |
| 2012-2013             | Standard Liegi        | BeNe                  | 25         | 6          | CB              | ?               | ?               | UWCL                 | 2                    | 0                    | BSC         | 1           | 0           | 28+    | 6+     |
| 2013-2014             | Standard Liegi        | BeNe                  | 17         | 1          | CB              | ?               | ?               | UWCL                 | 0                    | 0                    | -           | -           | -           | 17+    | 1+     |
| 2014-2015             | Standard Liegi        | BeNe                  | 20         | 0          | CB              | ?               | ?               | UWCL                 | 3                    | 0                    | -           | -           | -           | 23+    | 0+     |
| 2015-2016             | Standard Liegi        | SL                    | ?          | ?          | CB              | ?               | ?               | UWCL                 | 2                    | 0                    | -           | -           | -           | 2+     | 0+     |
| Totale Standard Liegi | Totale Standard Liegi | Totale Standard Liegi | 62+        | 7+         | -               | ?               | ?               | -                    | 11                   | 0                    | -           | 1           | 0           | 74+    | 7+     |
| 2016-2017             | Ajax                  | E                     | 26         | 0          | CO              | ?               | ?               | -                    | -                    | -                    | -           | -           | -           | 26+    | 0+     |
| 2017-2018             | Ajax                  | E                     | 19         | 1          | CO              | ?               | ?               | UWCL                 | 4                    | 0                    | -           | -           | -           | 23+    | 1+     |
| Totale Ajax           | Totale Ajax           | Totale Ajax           | 45         | 1          | -               | ?               | ?               | -                    | 4                    | 0                    | -           | -           | -           | 49+    | 1+     |
| 2018-2019             | Fiorentina            | A                     | 18         | 4          | CI              | 5               | 0               | UWCL                 | 4                    | 0                    | SI          | 1           | 0           | 28     | 4      |
| 2019-2020             | Fiorentina            | A                     | 12         | 0          | CI              | 0               | 0               | UWCL                 | 2                    | 0                    | SI          | 1           | 0           | 15     | 0      |
| Totale Fiorentina     | Totale Fiorentina     | Totale Fiorentina     | 30         | 4          | -               | 5               | 0               | -                    | 6                    | 0                    | -           | 2           | 0           | 43     | 4      |
| 2020-2021             | Sassuolo              | A                     | 20         | 0          | CI              | 3               | 1               | -                    | -                    | -                    | -           | -           | -           | 23     | 1      |
| 2021-2022             | Sassuolo              | A                     | 20         | 1          | CI              | 2               | 0               | -                    | -                    | -                    | SI          | 1           | 0           | 23     | 1      |
| 2022-2023             | Sassuolo              | A                     | 24         | 1          | CI              | 2               | 0               | -                    | -                    | -                    | -           | -           | -           | 26     | 1      |
| 2023-2024             | Sassuolo              | A                     | 24         | 0          | CI              | 1               | 0               | -                    | -                    | -                    | -           | -           | -           | 25     | 0      |
| 2024-2025             | Sassuolo              | A                     | 20         | 3          | CI              | 3               | 0               | -                    | -                    | -                    | -           | -           | -           | 23     | 3      |
| 2025-2026             | Sassuolo              | A                     | -          | -          | CI              | -               | -               | -                    | -                    | -                    | AWC         | -           | -           | -      | -      |
| Totale Sassuolo       | Totale Sassuolo       | Totale Sassuolo       | 108        | 5          | -               | 11              | 1               | -                    | -                    | -                    | -           | 1           | 0           | 120    | 6      |
| Totale carriera       | Totale carriera       | Totale carriera       | 245+       | 17+        | -               | 16+             | 1+              | -                    | 21                   | 0                    | -           | 4           | 0           | 286+   | 18+    |

### Cronologia presenze e reti in nazionale
| Cronologia completa delle presenze e delle reti in nazionale ― Belgio | Cronologia completa delle presenze e delle reti in nazionale ― Belgio | Cronologia completa delle presenze e delle reti in nazionale ― Belgio | Cronologia completa delle presenze e delle reti in nazionale ― Belgio | Cronologia completa delle presenze e delle reti in nazionale ― Belgio | Cronologia completa delle presenze e delle reti in nazionale ― Belgio | Cronologia completa delle presenze e delle reti in nazionale ― Belgio | Cronologia completa delle presenze e delle reti in nazionale ― Belgio |
| Data                                                                  | Città                                                                 | In casa                                                               | Risultato                                                             | Ospiti                                                                | Competizione                                                          | Reti                                                                  | Note                                                                  |
| --------------------------------------------------------------------- | --------------------------------------------------------------------- | --------------------------------------------------------------------- | --------------------------------------------------------------------- | --------------------------------------------------------------------- | --------------------------------------------------------------------- | --------------------------------------------------------------------- | --------------------------------------------------------------------- |
| 17-2-2008                                                             | Barry                                                                 | Galles                                                                | 0 – 1                                                                 | Belgio                                                                | Qual. Euro 2009                                                       | -                                                                     | 46’                                                                   |
| 9-8-2008                                                              | Tienen                                                                | Belgio                                                                | 0 – 1                                                                 | Scozia                                                                | Amichevole                                                            | -                                                                     | 85’                                                                   |
| 7-5-2008                                                              | Eupen                                                                 | Belgio                                                                | 0 – 5                                                                 | Germania                                                              | Qual. Euro 2009                                                       | -                                                                     | 77’                                                                   |
| 28-3-2010                                                             | Bruxelles                                                             | Belgio                                                                | 2 – 3                                                                 | Galles                                                                | Qual. Mondiali 2011                                                   | 1                                                                     | 46’                                                                   |
| 1-4-2010                                                              | Bruxelles                                                             | Belgio                                                                | 0 – 3                                                                 | Rep. Ceca                                                             | Qual. Mondiali 2011                                                   | -                                                                     | 62’                                                                   |
| 6-6-2010                                                              | [[ ]]                                                                 | Belgio                                                                | 0 – 0                                                                 | Paesi Bassi                                                           | Amichevole                                                            | -                                                                     |                                                                       |
| 19-6-2010                                                             | Tubize                                                                | Belgio                                                                | 11 – 0                                                                | Azerbaigian                                                           | Qual. Mondiali 2011                                                   | 2                                                                     | 75’                                                                   |
| 24-5-2011                                                             | [[ ]]                                                                 | Belgio                                                                | 1 – 0                                                                 | Corea del Nord                                                        | Amichevole                                                            | -                                                                     | 69’                                                                   |
| 15-6-2011                                                             | Nieuwpoort                                                            | Belgio                                                                | 1 – 2                                                                 | Francia                                                               | Amichevole                                                            | -                                                                     | 46’                                                                   |
| 21-9-2011                                                             | Reykjavík                                                             | Islanda                                                               | 0 – 0                                                                 | Belgio                                                                | Qual. Euro 2013                                                       | -                                                                     | 76’                                                                   |
| 26-10-2011                                                            | Dessel                                                                | Belgio                                                                | 0 – 1                                                                 | Norvegia                                                              | Qual. Euro 2013                                                       | -                                                                     | 81’                                                                   |
| 19-11-2011                                                            | Dessel                                                                | Belgio                                                                | 5 – 0                                                                 | Bulgaria                                                              | Qual. Euro 2013                                                       | -                                                                     |                                                                       |
| 23-11-2011                                                            | Loveč                                                                 | Bulgaria                                                              | 0 – 1                                                                 | Belgio                                                                | Qual. Euro 2013                                                       | -                                                                     | 74’                                                                   |
| 4-4-2012                                                              | Dessel                                                                | Belgio                                                                | 1 – 0                                                                 | Islanda                                                               | Qual. Euro 2013                                                       | -                                                                     | 45’ 67’                                                               |
| 9-6-2012                                                              | Koksijde                                                              | Belgio                                                                | 2 – 2                                                                 | Corea del Nord                                                        | Amichevole                                                            | -                                                                     |                                                                       |
| 20-6-2012                                                             | Szombathely                                                           | Ungheria                                                              | 1 – 3                                                                 | Belgio                                                                | Qual. Euro 2013                                                       | -                                                                     | 24’ 60’                                                               |
| 8-8-2012                                                              | Verviers                                                              | Belgio                                                                | 3 – 5                                                                 | Galles                                                                | Amichevole                                                            | -                                                                     | 74’                                                                   |
| 19-9-2012                                                             | Belfast                                                               | Irlanda del Nord                                                      | 0 – 2                                                                 | Belgio                                                                | Qual. Euro 2013                                                       | -                                                                     | 45’                                                                   |
| 9-2-2013                                                              | Waregem                                                               | Belgio                                                                | 2 – 3                                                                 | Paesi Bassi                                                           | Amichevole                                                            | -                                                                     |                                                                       |
| 13-2-2013                                                             | [[ ]]                                                                 | Belgio                                                                | 2 – 0                                                                 | Austria                                                               | Amichevole                                                            | -                                                                     | 80’                                                                   |
| 2-6-2013                                                              | Tubize                                                                | Belgio                                                                | 3 – 0                                                                 | Ucraina                                                               | Amichevole                                                            | -                                                                     | 40’ 45’                                                               |
| 14-8-2013                                                             | Bad Waltersdorf                                                       | Austria                                                               | 2 – 1                                                                 | Belgio                                                                | Amichevole                                                            | -                                                                     | 46’                                                                   |
| 21-9-2013                                                             | Bruxelles                                                             | Belgio                                                                | 2 – 0                                                                 | Albania                                                               | Qual. Mondiali 2015                                                   | 1                                                                     |                                                                       |
| 8-2-2014                                                              | [[ ]]                                                                 | Belgio                                                                | 1 – 0                                                                 | Polonia                                                               | Amichevole                                                            | -                                                                     | 43’                                                                   |
| 12-2-2014                                                             | Zwolle                                                                | Paesi Bassi                                                           | 1 – 1                                                                 | Belgio                                                                | Qual. Mondiali 2015                                                   | -                                                                     | 70’                                                                   |
| 5-4-2014                                                              | Durazzo                                                               | Albania                                                               | 0 – 6                                                                 | Belgio                                                                | Qual. Mondiali 2015                                                   | -                                                                     | 73’                                                                   |
| 10-4-2014                                                             | Lovanio                                                               | Belgio                                                                | 1 – 2                                                                 | Norvegia                                                              | Qual. Mondiali 2015                                                   | -                                                                     | 62’                                                                   |
| 7-5-2014                                                              | Lovanio                                                               | Belgio                                                                | 0 – 2                                                                 | Paesi Bassi                                                           | Qual. Mondiali 2015                                                   | -                                                                     |                                                                       |
| 13-9-2014                                                             | Lovanio                                                               | Belgio                                                                | 11 – 0                                                                | Grecia                                                                | Qual. Mondiali 2015                                                   | -                                                                     |                                                                       |
| 17-9-2014                                                             | Abrantes                                                              | Portogallo                                                            | 0 – 1                                                                 | Belgio                                                                | Qual. Mondiali 2015                                                   | -                                                                     | 81’                                                                   |
| 22-9-2014                                                             | Sosnowiec                                                             | Polonia                                                               | 1 – 4                                                                 | Belgio                                                                | Amichevole                                                            | -                                                                     | 68’                                                                   |
| 11-2-2015                                                             | San Pedro del Pinatar                                                 | Spagna                                                                | 2 – 1                                                                 | Belgio                                                                | Amichevole                                                            | -                                                                     | 81’                                                                   |
| 4-3-2015                                                              | Paralimni                                                             | Rep. Ceca                                                             | 2 – 2                                                                 | Belgio                                                                | Cyprus Cup 2015                                                       | -                                                                     | 57’                                                                   |
| 6-3-2015                                                              | Paralimni                                                             | Belgio                                                                | 0 – 1                                                                 | Sudafrica                                                             | Cyprus Cup 2015                                                       | -                                                                     | 75’                                                                   |
| 11-3-2015                                                             | Paralimni                                                             | Corea del Sud                                                         | 1 – 1 (5 - 3 dtr)                                                     | Belgio                                                                | Cyprus Cup 2015 - Finale 11º posto                                    | -                                                                     | 75’                                                                   |
| 16-9-2015                                                             | Tubize                                                                | Belgio                                                                | 5 – 0                                                                 | Polonia                                                               | Amichevole                                                            | -                                                                     | 65’                                                                   |
| 22-9-2015                                                             | Lovanio                                                               | Belgio                                                                | 6 – 0                                                                 | Bosnia ed Erzegovina                                                  | Qual. Euro 2017                                                       | -                                                                     |                                                                       |
| 27-10-2015                                                            | Zenica                                                                | Bosnia ed Erzegovina                                                  | 0 – 5                                                                 | Belgio                                                                | Qual. Euro 2017                                                       | -                                                                     | 83’                                                                   |
| 30-11-2015                                                            | Lovanio                                                               | Belgio                                                                | 1 – 1                                                                 | Serbia                                                                | Qual. Euro 2017                                                       | -                                                                     |                                                                       |
| 4-3-2016                                                              | Vila Real de Santo António                                            | Canada                                                                | 1 – 0                                                                 | Belgio                                                                | Algarve Cup 2016                                                      | -                                                                     | 89’                                                                   |
| 12-4-2016                                                             | Lovanio                                                               | Belgio                                                                | 6 – 0                                                                 | Estonia                                                               | Qual. Euro 2017                                                       | -                                                                     |                                                                       |
| 3-6-2016                                                              | Tartu                                                                 | Estonia                                                               | 0 – 5                                                                 | Belgio                                                                | Qual. Euro 2017                                                       | -                                                                     | 74’                                                                   |
| 15-9-2016                                                             | Stara Pazova                                                          | Serbia                                                                | 1 – 3                                                                 | Belgio                                                                | Qual. Euro 2017                                                       | -                                                                     | 88’                                                                   |
| 20-9-2016                                                             | Lovanio                                                               | Belgio                                                                | 0 – 2                                                                 | Inghilterra                                                           | Qual. Euro 2017                                                       | -                                                                     | 76’                                                                   |
| 20-10-2016                                                            | Tubize                                                                | Belgio                                                                | 3 – 0                                                                 | Russia                                                                | Amichevole                                                            | 1                                                                     | 73’                                                                   |
| 23-10-2016                                                            | Tubize                                                                | Belgio                                                                | 3 – 1                                                                 | Russia                                                                | Amichevole                                                            | -                                                                     | 68’                                                                   |
| 24-11-2016                                                            | Lovanio                                                               | Belgio                                                                | 3 – 2                                                                 | Paesi Bassi                                                           | Amichevole                                                            | 1                                                                     | 70’                                                                   |
| 28-11-2016                                                            | Tubize                                                                | Belgio                                                                | 1 – 3                                                                 | Danimarca                                                             | Amichevole                                                            | -                                                                     | 46’                                                                   |
| 1-3-2017                                                              | Larnaca                                                               | Belgio                                                                | 2 – 2                                                                 | Svizzera                                                              | Cyprus Cup 2017                                                       | -                                                                     |                                                                       |
| 3-3-2017                                                              | Larnaca                                                               | Italia                                                                | 1 – 4                                                                 | Belgio                                                                | Cyprus Cup 2017                                                       | 1                                                                     | 70’                                                                   |
| 6-3-2017                                                              | Nicosia                                                               | Corea del Nord                                                        | 4 – 1                                                                 | Belgio                                                                | Cyprus Cup 2017                                                       | -                                                                     | 66’                                                                   |
| 8-3-2017                                                              | Larnaca                                                               | Belgio                                                                | 1 – 1 (3 - 2 dtr)                                                     | Austria                                                               | Cyprus Cup 2017 - Finale 7º posto                                     | -                                                                     | 88’                                                                   |
| 8-4-2017                                                              | Eupen                                                                 | Belgio                                                                | 1 – 4                                                                 | Spagna                                                                | Amichevole                                                            | -                                                                     | 72’                                                                   |
| 13-6-2017                                                             | Lovanio                                                               | Belgio                                                                | 1 – 1                                                                 | Giappone                                                              | Amichevole                                                            | -                                                                     | 80’                                                                   |
| 30-6-2017                                                             | Murcia                                                                | Spagna                                                                | 7 – 0                                                                 | Belgio                                                                | Amichevole                                                            | -                                                                     | 46’ 77’                                                               |
| 7-7-2017                                                              | Montpellier                                                           | Francia                                                               | 2 – 0                                                                 | Belgio                                                                | Amichevole                                                            | -                                                                     | 88’                                                                   |
| 11-7-2017                                                             | Denderleeuw                                                           | Belgio                                                                | 2 – 0                                                                 | Russia                                                                | Amichevole                                                            | -                                                                     | 46’                                                                   |
| 16-7-2017                                                             | Doetinchem                                                            | Danimarca                                                             | 1 – 0                                                                 | Belgio                                                                | Euro 2017 - Fase a gironi                                             | -                                                                     | 83’ 86’                                                               |
| 20-7-2017                                                             | Breda                                                                 | Norvegia                                                              | 0 – 2                                                                 | Belgio                                                                | Euro 2017 - Fase a gironi                                             | -                                                                     | 76’                                                                   |
| 24-7-2017                                                             | Tilburg                                                               | Belgio                                                                | 1 – 2                                                                 | Paesi Bassi                                                           | Euro 2017 - Fase a gironi                                             | -                                                                     |                                                                       |
| 19-9-2017                                                             | Lovanio                                                               | Belgio                                                                | 12 – 0                                                                | Moldavia                                                              | Qual. Mondiali 2019                                                   | 1                                                                     | 76’                                                                   |
| 20-10-2017                                                            | Lovanio                                                               | Belgio                                                                | 3 – 2                                                                 | Romania                                                               | Qual. Mondiali 2019                                                   | -                                                                     | 74’                                                                   |
| 24-10-2017                                                            | Penafiel                                                              | Portogallo                                                            | 0 – 1                                                                 | Belgio                                                                | Qual. Mondiali 2019                                                   | -                                                                     |                                                                       |
| 28-2-2018                                                             | Larnaca                                                               | Belgio                                                                | 1 – 2                                                                 | Rep. Ceca                                                             | Cyprus Cup 2018                                                       | -                                                                     | 45’                                                                   |
| 2-3-2018                                                              | Larnaca                                                               | Spagna                                                                | 0 – 0                                                                 | Belgio                                                                | Cyprus Cup 2018                                                       | -                                                                     | 74’                                                                   |
| 5-3-2018                                                              | Larnaca                                                               | Belgio                                                                | 2 – 0                                                                 | Austria                                                               | Cyprus Cup 2018                                                       | -                                                                     | 59’                                                                   |
| 7-3-2018                                                              | Larnaca                                                               | Sudafrica                                                             | 1 – 2                                                                 | Belgio                                                                | Cyprus Cup 2018 - Finale 5º posto                                     | -                                                                     | 13’ 62’                                                               |
| 6-4-2018                                                              | Lovanio                                                               | Belgio                                                                | 1 – 1                                                                 | Portogallo                                                            | Qual. Mondiali 2019                                                   | -                                                                     | 90’                                                                   |
| 10-6-2018                                                             | Chișinău                                                              | Moldavia                                                              | 0 – 7                                                                 | Belgio                                                                | Qual. Mondiali 2019                                                   | -                                                                     | 75’                                                                   |
| 31-8-2018                                                             | Botoșani                                                              | Romania                                                               | 0 – 1                                                                 | Belgio                                                                | Qual. Mondiali 2019                                                   | -                                                                     |                                                                       |
| 4-9-2018                                                              | Lovanio                                                               | Belgio                                                                | 2 – 1                                                                 | Italia                                                                | Qual. Mondiali 2019                                                   | -                                                                     | 75’                                                                   |
| 5-10-2018                                                             | Lovanio                                                               | Belgio                                                                | 2 – 2                                                                 | Svizzera                                                              | Qual. Mondiali 2019 - Play-off                                        | -                                                                     |                                                                       |
| 9-10-2018                                                             | Bienne                                                                | Svizzera                                                              | 1 – 1                                                                 | Belgio                                                                | Qual. Mondiali 2019 - Play-off                                        | -                                                                     |                                                                       |
| 17-1-2019                                                             | Cartagena                                                             | Spagna                                                                | 1 – 1                                                                 | Belgio                                                                | Amichevole                                                            | -                                                                     | 80’                                                                   |
| 20-1-2019                                                             | San Pedro del Pinatar                                                 | Belgio                                                                | 1 – 0                                                                 | Irlanda                                                               | Amichevole                                                            | -                                                                     | 64’                                                                   |
| 1-3-2019                                                              | Larnaca                                                               | Austria                                                               | 0 – 0                                                                 | Belgio                                                                | Cyprus Cup 2019                                                       | -                                                                     |                                                                       |
| 4-3-2019                                                              | Larnaca                                                               | Nigeria                                                               | 0 – 1                                                                 | Belgio                                                                | Cyprus Cup 2019                                                       | -                                                                     | 89’                                                                   |
| 6-3-2019                                                              | Larnaca                                                               | Austria                                                               | 0 – 0 (2 - 3 dtr)                                                     | Belgio                                                                | Cyprus Cup 2019 - Finale 3º posto                                     | -                                                                     |                                                                       |
| 8-4-2019                                                              | Los Angeles                                                           | Stati Uniti                                                           | 6 – 0                                                                 | Belgio                                                                | Amichevole                                                            | -                                                                     | 59’                                                                   |
| 24-5-2019                                                             | Pylos-Nestoras                                                        | Grecia                                                                | 1 – 2                                                                 | Belgio                                                                | Amichevole                                                            | -                                                                     | 60’                                                                   |
| 1-6-2019                                                              | Lovanio                                                               | Belgio                                                                | 6 – 1                                                                 | Thailandia                                                            | Amichevole                                                            | -                                                                     | 75’                                                                   |
| 29-8-2019                                                             | Lovanio                                                               | Belgio                                                                | 3 – 3                                                                 | Inghilterra                                                           | Amichevole                                                            | -                                                                     | 66’                                                                   |
| 3-9-2019                                                              | Lovanio                                                               | Belgio                                                                | 6 – 1                                                                 | Croazia                                                               | Qual. Euro 2022                                                       | -                                                                     |                                                                       |
| 8-10-2019                                                             | Cluj-Napoca                                                           | Romania                                                               | 0 – 1                                                                 | Belgio                                                                | Qual. Euro 2022                                                       | -                                                                     |                                                                       |
| 8-11-2019                                                             | Zaprešić                                                              | Croazia                                                               | 1 – 4                                                                 | Belgio                                                                | Qual. Euro 2022                                                       | 2                                                                     |                                                                       |
| 12-11-2019                                                            | Lovanio                                                               | Belgio                                                                | 6 – 0                                                                 | Lituania                                                              | Qual. Euro 2022                                                       | -                                                                     |                                                                       |
| 4-3-2020                                                              | Parchal                                                               | Nuova Zelanda                                                         | 1 – 1 (7 - 6 dtr)                                                     | Belgio                                                                | Algarve Cup 2020 - Prima fase                                         | -                                                                     | 46’                                                                   |
| 7-3-2020                                                              | Parchal                                                               | Belgio                                                                | 1 – 0                                                                 | Portogallo                                                            | Algarve Cup 2020 - Seconda fase                                       | -                                                                     | 79’                                                                   |
| 10-3-2020                                                             | Lagos                                                                 | Belgio                                                                | 0 – 4                                                                 | Danimarca                                                             | Algarve Cup 2020 - Finale 5º posto                                    | -                                                                     | 62’                                                                   |
| 18-9-2020                                                             | Lovanio                                                               | Belgio                                                                | 6 – 1                                                                 | Romania                                                               | Qual. Euro 2022                                                       | -                                                                     | 76’                                                                   |
| 22-9-2020                                                             | Thun                                                                  | Svizzera                                                              | 2 – 1                                                                 | Belgio                                                                | Qual. Euro 2022                                                       | -                                                                     | 65’                                                                   |
| 27-10-2020                                                            | Marijampolė                                                           | Lituania                                                              | 0 – 9                                                                 | Belgio                                                                | Qual. Euro 2022                                                       | -                                                                     | 71’                                                                   |
| 1-12-2020                                                             | Lovanio                                                               | Belgio                                                                | 4 – 0                                                                 | Svizzera                                                              | Qual. Euro 2022                                                       | -                                                                     |                                                                       |
| 18-2-2021                                                             | Bruxelles                                                             | Belgio                                                                | 1 – 6                                                                 | Paesi Bassi                                                           | Amichevole                                                            | -                                                                     | 46’                                                                   |
| 17-9-2021                                                             | Danzica                                                               | Polonia                                                               | 1 – 1                                                                 | Belgio                                                                | Qual. Mondiali 2023                                                   | -                                                                     |                                                                       |
| 21-9-2021                                                             | Bruxelles                                                             | Belgio                                                                | 7 – 0                                                                 | Albania                                                               | Qual. Mondiali 2023                                                   | -                                                                     | 63’                                                                   |
| 21-10-2021                                                            | Lovanio                                                               | Belgio                                                                | 7 – 0                                                                 | Kosovo                                                                | Qual. Mondiali 2023                                                   | -                                                                     | 62’                                                                   |
| 26-10-2021                                                            | Oslo                                                                  | Norvegia                                                              | 4 – 0                                                                 | Belgio                                                                | Qual. Mondiali 2023                                                   | -                                                                     | 80’                                                                   |
| 25-11-2021                                                            | Lovanio                                                               | Belgio                                                                | 19 – 0                                                                | Armenia                                                               | Qual. Mondiali 2023                                                   | -                                                                     | 62’                                                                   |
| 30-11-2021                                                            | Lovanio                                                               | Belgio                                                                | 4 – 0                                                                 | Polonia                                                               | Qual. Mondiali 2023                                                   | -                                                                     | 84’                                                                   |
| 16-2-2022                                                             | San Pedro del Pinatar                                                 | Slovacchia                                                            | 0 – 4                                                                 | Belgio                                                                | Pinatar Cup 2022                                                      | -                                                                     | 77’                                                                   |
| 19-2-2022                                                             | San Pedro del Pinatar                                                 | Galles                                                                | 0 – 0 (1 - 3 dtr)                                                     | Belgio                                                                | Pinatar Cup 2022                                                      | -                                                                     | 65’ 74’                                                               |
| 22-2-2022                                                             | San Pedro del Pinatar                                                 | Belgio                                                                | 0 – 0 (7 - 6 dtr)                                                     | Russia                                                                | Pinatar Cup 2022                                                      | -                                                                     | 46’                                                                   |
| 7-4-2022                                                              | Elbasan                                                               | Albania                                                               | 0 – 5                                                                 | Belgio                                                                | Qual. Mondiali 2023                                                   | -                                                                     | 74’                                                                   |
| 12-4-2022                                                             | Pristina                                                              | Kosovo                                                                | 1 – 6                                                                 | Belgio                                                                | Qual. Mondiali 2023                                                   | -                                                                     | 71’                                                                   |
| 16-6-2022                                                             | Wolverhampton                                                         | Inghilterra                                                           | 3 – 0                                                                 | Belgio                                                                | Amichevole                                                            | -                                                                     | 61’                                                                   |
| 23-6-2022                                                             | Lier                                                                  | Belgio                                                                | 4 – 1                                                                 | Irlanda del Nord                                                      | Amichevole                                                            | -                                                                     |                                                                       |
| 26-6-2022                                                             | Lier                                                                  | Belgio                                                                | 0 – 1                                                                 | Austria                                                               | Amichevole                                                            | -                                                                     |                                                                       |
| 10-7-2022                                                             | Manchester                                                            | Belgio                                                                | 1 – 1                                                                 | Islanda                                                               | Euro 2022 - Fase a gironi                                             | -                                                                     | 32’                                                                   |
| 14-7-2022                                                             | Rotherham                                                             | Francia                                                               | 2 – 1                                                                 | Belgio                                                                | Euro 2022 - Fase a gironi                                             | -                                                                     | 59’                                                                   |
| 18-7-2022                                                             | Manchester                                                            | Italia                                                                | 0 – 1                                                                 | Belgio                                                                | Euro 2022 - Fase a gironi                                             | -                                                                     |                                                                       |
| 22-7-2022                                                             | Leigh                                                                 | Svezia                                                                | 1 – 0                                                                 | Belgio                                                                | Euro 2022 - Quarti di finale                                          | -                                                                     | 36’                                                                   |
| 2-9-2022                                                              | Lovanio                                                               | Belgio                                                                | 0 – 1                                                                 | Norvegia                                                              | Qual. Mondiali 2023                                                   | -                                                                     |                                                                       |
| 6-9-2022                                                              | Erevan                                                                | Armenia                                                               | 0 – 7                                                                 | Belgio                                                                | Qual. Mondiali 2023                                                   | -                                                                     | 87’                                                                   |
| 6-10-2022                                                             | Vizela                                                                | Portogallo                                                            | 2 – 1                                                                 | Belgio                                                                | Qual. Mondiali 2023 - Play-off                                        | -                                                                     | 64’                                                                   |
| 19-2-2023                                                             | Coventry                                                              | Belgio                                                                | 2 – 1                                                                 | Corea del Sud                                                         | Arnold Clark Cup 2023                                                 | -                                                                     | 71’                                                                   |
| Totale                                                                |                                                                       | Presenze                                                              | 116                                                                   |                                                                       | Reti                                                                  | 10                                                                    |                                                                       |

## Palmarès
- Campionato belga: 8

Tienen: 2007-2008
Standard Liegi: 2008-2009, 2010-2011, 2011-2012, 2012-2013, 2013-2014, 2014-2015, 2015-2016
- Coppa del Belgio: 3

Tienen: 2007-2008
Standard Liegi: 2011-2012, 2013-2014
- Supercoppa belga di calcio femminile: 3

Standard Liegi: 2008-2009, 2010-2011, 2011-2012
- BeNe Super Cup: 2

Standard Liegi: 2011, 2012
- BeNe League: 1

Standard Liegi: 2014-2015
- Campionato olandese: 2

Ajax: 2016-2017, 2017-2018
- Coppa dei Paesi Bassi: 2

Ajax: 2016-2017, 2017-2018
- Supercoppa italiana: 1

Fiorentina: 2018

### Nazionale
- Pinatar Cup: 1

2022